# Côté droit
«  Latus rectum » redirige ici. Pour les autres significations, voir Latus et Rectum.

Une ellipse (intérieur en bleu, foyers en rouge) et son demi-côté droit (p).

Historiquement, le vocabulaire fut :
- En géométrie, le côté droit (en latin : latus rectum) ou paramètre d'une conique est la corde passant par le foyer de la conique, perpendiculaire à son grand axe et dont les extrémités sont deux points de la courbe.
- Le demi-côté droit (en latin : semilatus rectum) ou demi-paramètre est la moitié du côté droit ou paramètre.

De nos jours, on appelle paramètre le demi-côté droit.

## Notation
Le paramètre est noté {\displaystyle p} ou {\displaystyle l},.

## Relation de définition
Le paramètre {\displaystyle p} d'une conique est défini à partir de l'équation cartésienne réduite d'une parabole, :
{\displaystyle y^{2}=2px},
où {\displaystyle x} et {\displaystyle y} sont respectivement l'abscisse et l'ordonnée du sommet de la parabole. 
L'équation précédente (1) se généralise à toute conique par :
{\displaystyle y^{2}=2px+\lambda x^{2}},
avec {\displaystyle \lambda x^{2}=0} pour une parabole, {\displaystyle \lambda \neq 0} pour une conique à centre, {\displaystyle \lambda <0} pour une ellipse et {\displaystyle \lambda >0} pour une hyperbole.
En effet, l'équation cartésienne réduite d'une conique à centre est :
{\displaystyle {\frac {x^{2}}{a^{2}}}\pm {\frac {y^{2}}{b^{2}}}=1},
où {\displaystyle a} et {\displaystyle b} sont respectivement le demi-grand axe et le demi-petit axe de la conique à centre et avec le signe {\displaystyle +} si celle-ci est une ellipse ou la signe {\displaystyle -} si elle est une hyperbole.
En comparant à la première équation (1), l'équation précédente (3) s'écrit :
{\displaystyle y^{2}=2px\mp {\frac {p}{a}}x^{2}},
où {\displaystyle p={\frac {b^{2}}{a}}} est la paramètre d'une conique à centre et avec le signe {\displaystyle -} si celle-ci est une ellipse ou le signe {\displaystyle +} si elle est une hyperbole.
En comparant l'équation précédente (4) avec la deuxième équation (2) :
{\displaystyle \lambda =-{\frac {p}{a}}} pour une ellipse et {\displaystyle \lambda ={\frac {p}{a}}} pour une hyperbole.

## Paramètre et équation polaire
Une conique est une courbe plane qui admet l'équation polaire, :
{\displaystyle \rho ={\frac {p}{1+e\cos \theta }}},
où {\displaystyle \rho } et {\displaystyle \theta } sont les coordonnées polaires, {\displaystyle p} est le paramètre de la conique et {\displaystyle e} est son excentricité.
Le paramètre et l'excentricité d'une conique sont reliés par :
{\displaystyle p=ed},
où {\displaystyle d} est la distance d'un foyer à la directrice associée.
Le paramètre d'une conique à centre — c.-à-d. d'une ellipse ou d'une hyperbole — est relié au demi-grand axe {\displaystyle a} et à au demi-petit axe {\displaystyle b} de celle-ci par :
{\displaystyle p={\frac {b^{2}}{a}}}.

## Histoire
Le paramètre est une des notions introduites par, Apollonios de Perga, géomètre et astronome grec, élève d'Euclide. Il le nomme όρθια πλευρά, d'abord traduit en latin par latus erectum puis corrigé en latus rectum,.

#### Dictionnaires et encyclopédies
- [Bazylev 1988] (en) V. T. Bazylev, « Conic sections », dans Michiel Hazewinkel (éd.), Encyclopaedia of mathematics : an updated and annotated translation of the Soviet Mathematical encyclopaedia, t. II : Coproduct – Hausdorff-Young inequalities (traduit du russe par Vladim I. Bityutskov, Revaz V. Gamkrelidze, Yuri V. Prokhorov et Ivan M. Vinogradov), Dordrecht, Boston et Lancaster, D. Reidel – Kluwer Academic, coll. « Encyclopaedia of mathematics » (no 2), juillet 1988 (réimpr. janvier 1995 et décembre 2011), 1re éd., IX-508 p., 21 × 30 cm (ISBN 1-55608-001-8, 978-1-55608-001-2 et 978-94-009-6002-2, EAN 9781556080104, OCLC 491733064, BNF 37357904, DOI 10.1007/978-94-009-6000-8, SUDOC 075475073, présentation en ligne, lire en ligne), p. 334-335.
- [Chambadal 1981] Lucien Chambadal, Dictionnaire de mathématiques, Paris, Hachette, coll. « Dictionnaire... » (no 1), décembre 1981, 1re éd., 302-[10] p., 16 × 25 cm (ISBN 2-01-007596-X, EAN 9782010075964, OCLC 299385413, BNF 34671061, SUDOC 000462624, lire en ligne).
- [Gellert et al. 1975] (en) Walter Gellert, Herbert Küstner, Manfred Hellwich et Herbert Kästner (éd. et préf.), The VNR concise encyclopedia of mathematics [« Mathematics at a glance »], New York, Van Nostrand Reinhold, hors coll., 1975 (réimpr. mai 2013), 1re éd., 760-[28] p., 16 × 24 cm (ISBN 0-442-22646-2, 0-442-22647-0, 1-4684-8237-8, 978-0-442-22646-6, 978-0-44-222647-3 et 978-1-4684-8239-3, EAN 9780442226466, OCLC 2346058, BNF 45887349, DOI 10.1007/978-1-4684-8237-9, SUDOC 069392870, présentation en ligne, lire en ligne).
- [Taillet, Villain et Febvre 2018] Richard Taillet, Loïc Villain et Pascal Febvre, Dictionnaire de physique, Louvain-la-Neuve, De Boeck Supérieur, hors coll., janvier 2018, 4e éd. (1re éd. mai 2008), X-956 p., 17 × 24 cm (ISBN 978-2-8073-0744-5, EAN 9782807307445, OCLC 1022951339, BNF 45646901, SUDOC 224228161, présentation en ligne, lire en ligne).